# Aeroportul Pula
Aeroportul Pula (IATA: PUY, ICAO: LDPL) este un aeroport din Croația ce deservește zona Pula. Aeroportul a fost tranzitat în 2022 de 396.724 de pasageri. A fost deschis în 1940 și numit după zona deservită.
Situat la o altitudine de 84 m, aeroportul dispune de 1 pistă.

## Infrastructură

### Piste
Aeroportul dispune de o singură pistă. Pista 09/27 are suprafața de asfalt și dimensiunile 2.950 m × 45 m. 